# Masturbación

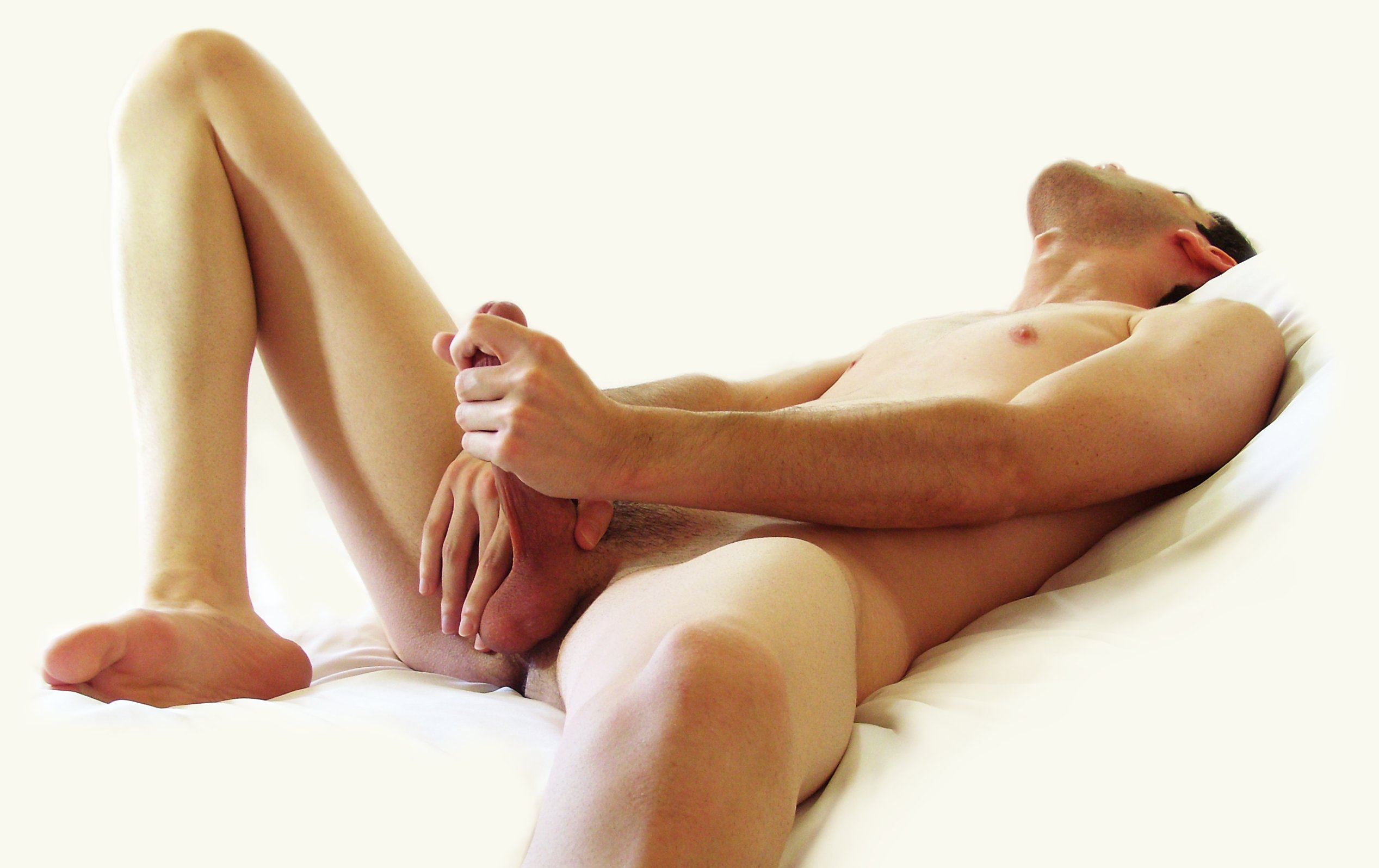
Un hombre se masturba estimulando su pene

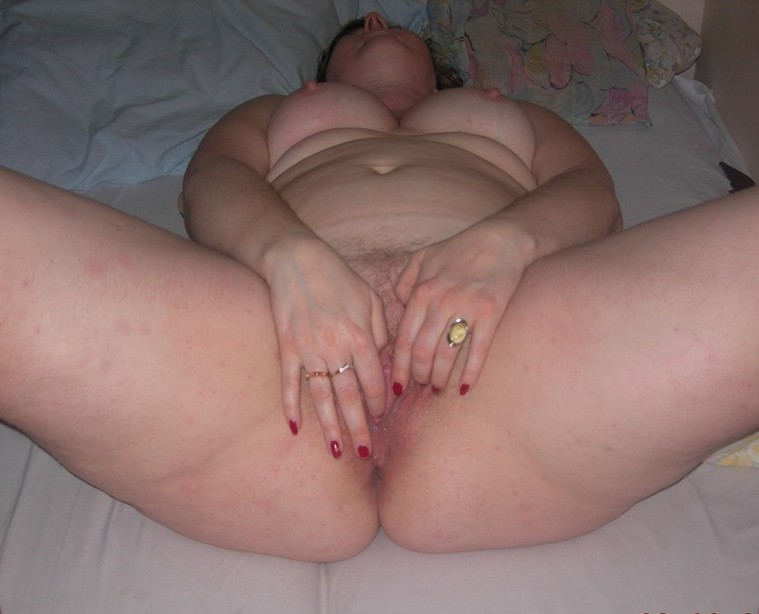
Una mujer se masturba estimulando su vulva

La masturbación es la estimulación sexual de los propios genitales para la excitación sexual u otro tipo de placer sexual, generalmente hasta el punto del orgasmo. La estimulación puede realizarse con las manos, con los dedos, con objetos cotidianos, con algún juguete sexual o con una combinación de todos ellos. La masturbación mutua es la masturbación con una pareja sexual, y puede incluir la estimulación manual de los genitales de la pareja (digitación o una paja), o ser utilizada como una forma de sexo sin penetración.
La masturbación es frecuente en ambos sexos y a cualquier edad. Se han atribuido diversos beneficios médicos y psicológicos a una actitud saludable hacia la actividad sexual en general y a la masturbación en particular. No se conoce una relación causal entre la masturbación y cualquier forma de trastorno mental o físico. En el mundo occidental, la masturbación en privado o con la pareja se considera generalmente una parte normal y saludable del disfrute sexual.
La masturbación se ha representado en el arte desde la prehistoria, y se menciona y se discute en escritos muy antiguos. En los siglos XVIII y XIX, algunos teólogos y médicos europeos la calificaron de «atroz», «deplorable» y «espantosa», pero durante el siglo XX estos tabúes disminuyeron en general. Ha aumentado el debate y la representación de la masturbación en el arte, la música popular, la televisión, el cine y la literatura. Hoy en día, las religiones varían en sus puntos de vista sobre la masturbación; algunas la ven como una práctica espiritualmente perjudicial, otras la ven como no perjudicial, y otras adoptan un punto de vista situacional. El estatus legal de la masturbación también ha variado a lo largo de la historia y la masturbación en público es ilegal en la mayoría de los países. La masturbación animal se ha observado en muchas especies, tanto en la naturaleza como en cautiverio.

## Etimología
La palabra masturbación se introdujo en el siglo XVIII, basada en el verbo latino masturbari, junto con el ligeramente anterior onanism. El verbo latino masturbari es de origen incierto. Las derivaciones sugeridas incluyen una palabra no atestiguada para pene, *mazdo, cognado con el griego μέζεα mézea 'genitales', o alternativamente una corrupción de una palabra no atestiguada *manu stuprare («profanar con la mano»), por asociación con turbare 'molestar'.

## Terminología
Aunque la masturbación es la palabra formal para esta práctica, hay muchas otras expresiones de uso común. Términos como jugar con uno mismo, darse placer a uno mismo y jerga como pajearse, masturbarse, y follarse son comunes. El autoabuso y la autopulsión eran comunes en los primeros tiempos modernos y todavía se encuentran en los diccionarios modernos. Existe una gran variedad de otros eufemismos y disfemismos que describen la masturbación. Para una lista de términos, véase la entrada de masturbarse en Wikcionario.

## Técnicas

### General

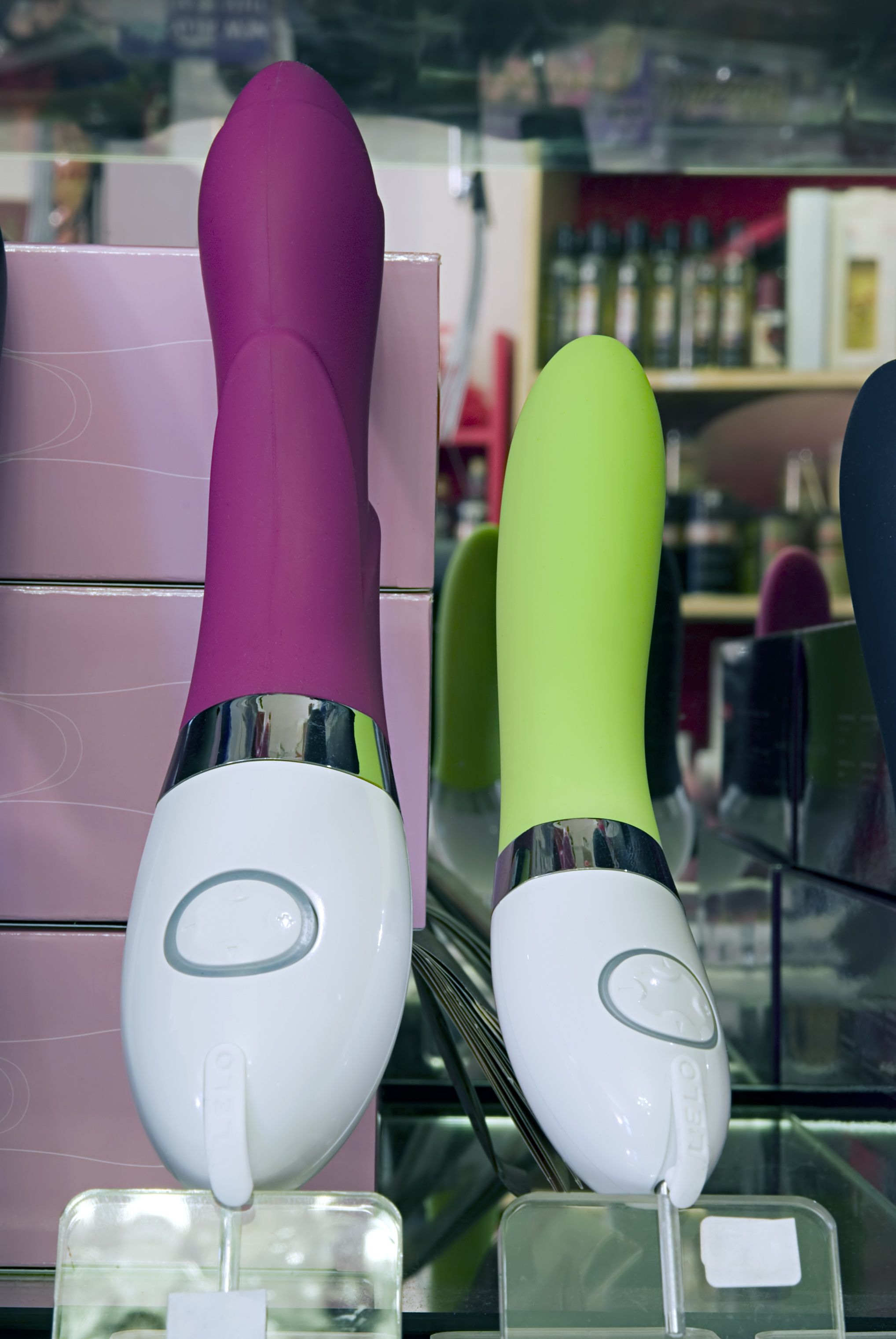
Dos vibradores en un sex shop

La masturbación consiste en tocar, presionar, frotar o masajear la zona genital de una persona, ya sea con los dedos o contra un objeto como una almohada; introducir los dedos o un objeto en la vagina o el ano (véase masturbación anal); y estimular el pene o la vulva con un vibrador eléctrico, que también puede introducirse en la vagina o el ano. También puede consistir en tocarase, frotarse o pellizcarze los pezones u otras zonas erógenas durante la masturbación. Ambos sexos se aplican lubricantes para reducir la fricción.
Leer o ver pornografía, fantasías sexuales u otros estímulos eróticos puede llevar a un deseo de liberación sexual, como por ejemplo mediante la masturbación.
Algunas personas obtienen placer sexual introduciendo objetos, como sondas uretrales, en la uretra (el conducto por el que fluye la orina y, en los hombres, el semen), una práctica conocida como juego uretral o «sondeo». A veces se utilizan otros objetos como bolígrafos y termómetros, aunque esta práctica puede provocar lesiones o infecciones. Algunas personas se masturban utilizando máquinas que simulan el coito vaginal.
Los hombres y las mujeres pueden masturbarse hasta estar cerca del orgasmo, parar un rato para reducir la excitación y volver a masturbarse. Pueden repetir este ciclo varias veces. Esta acumulación de «paradas», conocida como «ribeteado», puede conseguir orgasmos aún más fuertes. En raras ocasiones, las personas dejan la estimulación justo antes del orgasmo para conservar la energía elevada que normalmente baja después del orgasmo.

### Masculina

Un hombre masturbándose con una vagina artificial

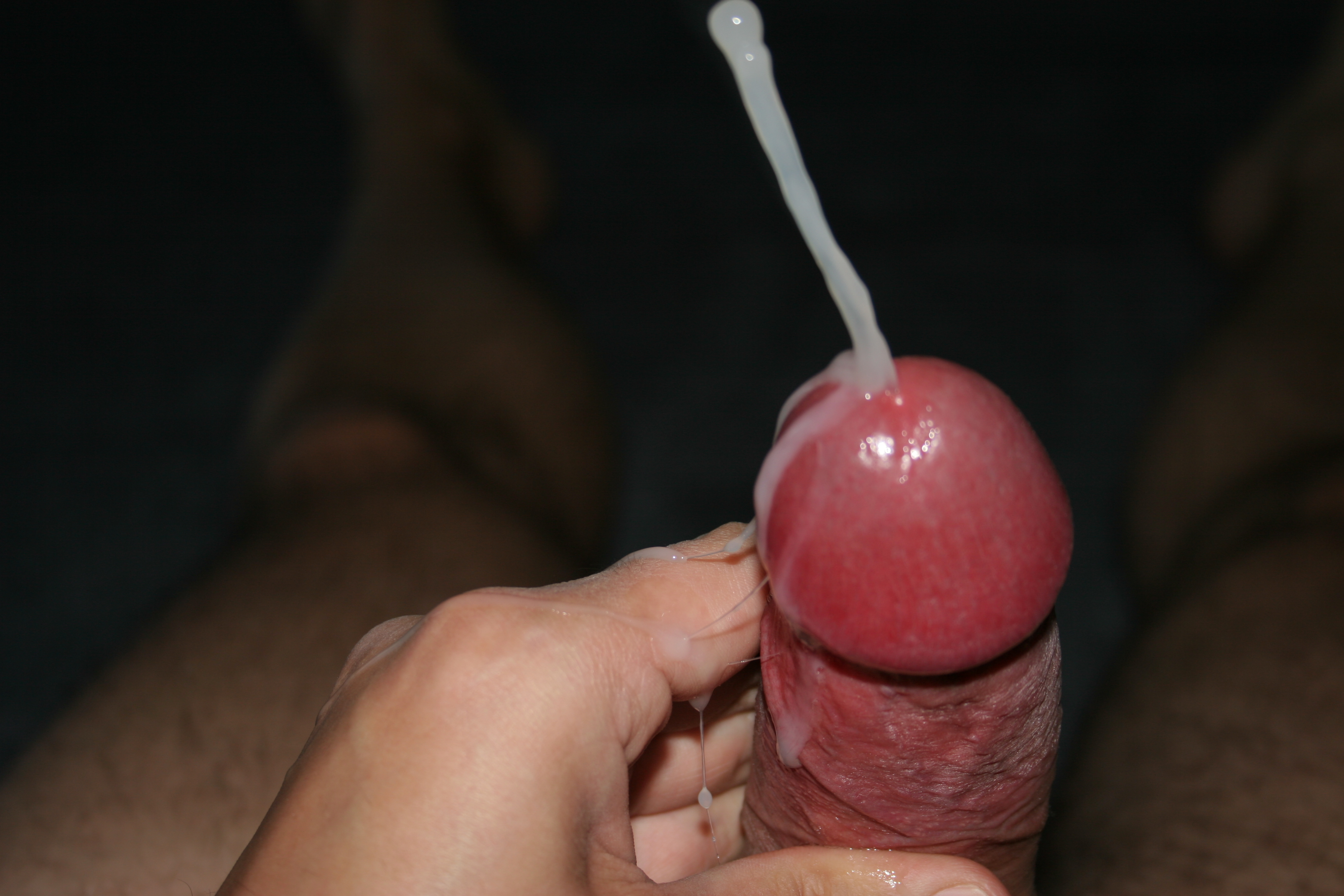
Masturbación masculina durante la eyaculación

Las posiciones más habituales son: tumbado de espaldas o boca abajo, sentado, en cuclillas, de rodillas o de pie. La técnica de masturbación más habitual entre los hombres consiste en sujetar el pene con el puño suelto y luego mover la mano hacia arriba y hacia abajo en el eje. Este tipo de estimulación suele ser todo lo que se necesita para alcanzar el orgasmo y la eyaculación. La velocidad del movimiento de la mano puede variar a lo largo de la sesión de masturbación.
Las técnicas de masturbación masculina pueden diferir entre los hombres que han sido circuncidados y los que no. Algunas técnicas que pueden funcionar para un individuo pueden ser difíciles o incómodas para otro. En el caso de los hombres que no han sido circuncidados, la estimulación del pene suele provenir del «bombeo» del prepucio, mediante el cual éste se sostiene y se desliza hacia arriba y hacia abajo sobre el glande, que, dependiendo de la longitud del prepucio, se cubre total o parcialmente y luego se descubre con un movimiento rápido. El prepucio exterior se desliza suavemente sobre el prepucio interior. El propio glande puede ensancharse y alargarse a medida que continúa la estimulación, adquiriendo un color ligeramente más oscuro, mientras que la acción de deslizamiento del prepucio reduce la fricción. Esta técnica también puede ser utilizada por algunos hombres circuncidados a los que les sobra piel de la circuncisión.
En el caso de los hombres circuncidados, en los que el glande está casi o totalmente descubierto, esta técnica crea un contacto más directo entre la mano y el glande. Para evitar la fricción, la irritación y el dolor de este roce resultante, algunos pueden preferir utilizar un lubricante personal, una crema de masturbación o saliva. La piel del pene también puede deslizarse hacia adelante y hacia atrás con sólo el dedo índice y el pulgar alrededor del pene. Una variante de esto es colocar los dedos y el pulgar sobre el pene como si se tocara una flauta, y luego moverlos hacia adelante y hacia atrás. Tumbado boca abajo sobre una superficie cómoda, como un colchón o una almohada, se puede frotar el pene contra ella.
El masaje de próstata es otra técnica utilizada para la estimulación sexual, a menudo con el fin de alcanzar el orgasmo. La próstata se denomina a veces «punto P» o «punto G masculino». Algunos hombres pueden alcanzar el orgasmo mediante la estimulación de la glándula prostática, estimulándola con un dedo o un estimulador próstatico bien lubricado introducido por el ano en el recto, y los hombres que informan de la sensación de la estimulación de la próstata suelen dar descripciones similares a las de las mujeres sobre la estimulación del punto G. La estimulación de la próstata puede producir orgasmos más intensos que la estimulación del pene. La estimulación de la próstata desde el exterior, a través de la presión en el perineo, también puede ser placentera.
La masturbación anal sin estimulación de la próstata, con dedos u objetos como plugs, es también otra técnica de la que disfrutan algunos hombres. Dado que los músculos del ano se contraen durante el orgasmo, la presencia de un objeto que mantenga abierto el esfínter puede reforzar la sensación de las contracciones e intensificar el orgasmo. La práctica puede ser placentera debido al gran número de terminaciones nerviosas en la zona anal, y por la estimulación adicional que se obtiene al estirar los músculos del esfínter anal mientras se introduce el dedo. Es aconsejable utilizar un lubricante personal de buena calidad para aumentar la sensación de placer y facilitar la inserción. Algunas personas prefieren simplemente estimular el anillo exterior del ano, mientras que otras siguen introduciendo uno o varios dedos.
Hay muchas otras variaciones en las técnicas de masturbación masculina. Los hombres también pueden frotar o masajear el glande, el borde del glande y el delta frenético. Algunos hombres colocan ambas manos directamente sobre el pene durante la masturbación, mientras que otros pueden utilizar la mano libre para acariciar los testículos, los pezones u otras partes del cuerpo. Los pezones son zonas erógenas y la estimulación vigorosa de los mismos durante la masturbación suele hacer que el pene se ponga erecto más rápidamente de lo que lo haría de otra modo. Algunos pueden mantener la mano inmóvil mientras bombean en ella con empujes pélvicos para simular los movimientos del coito. Algunos pueden tumbarse en posición prona y frotar sus genitales contra la sábana u otra superficie, una técnica llamada masturbación prona. En el baño o la ducha, un hombre puede dirigir el agua a través de un cabezal de ducha manual a su frenillo, testículos o perineo. Para no caer en la rutina o experimentar más allá de la masturbación manual, también algunos recurren a algún juguete sexual (ya sea para el pene, la próstata o los testículos), siendo las vaginas artificiales y los huevos masturbadores los más célebres.
Una técnica de control de la eyaculación algo controvertida consiste en ejercer presión sobre el perineo, aproximadamente a medio camino entre el escroto y el ano, justo antes de eyacular. Sin embargo, esto puede redirigir el semen hacia la vejiga (lo que se conoce como eyaculación retrógrada).

### Femenina

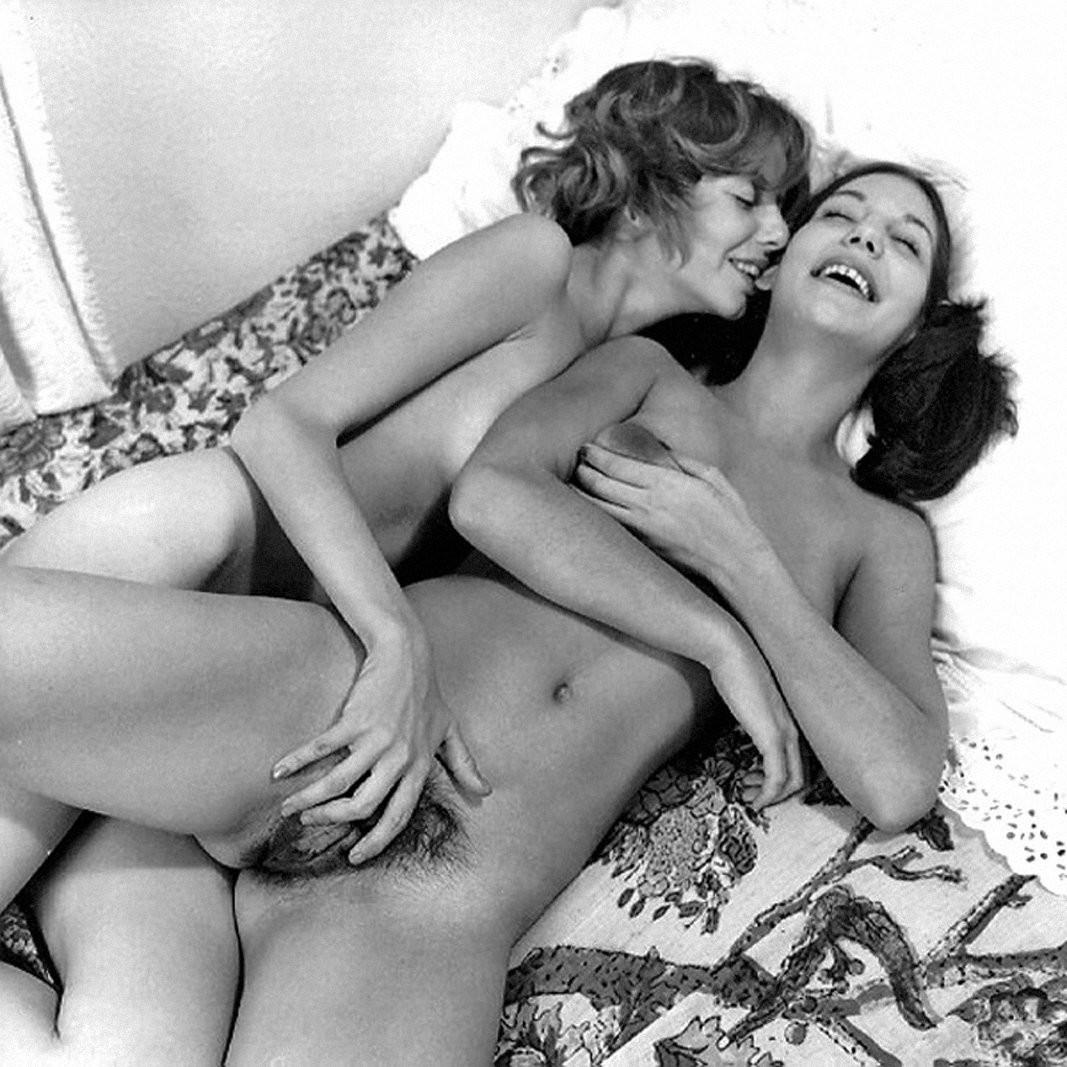
Masturbación de una mujer a otra

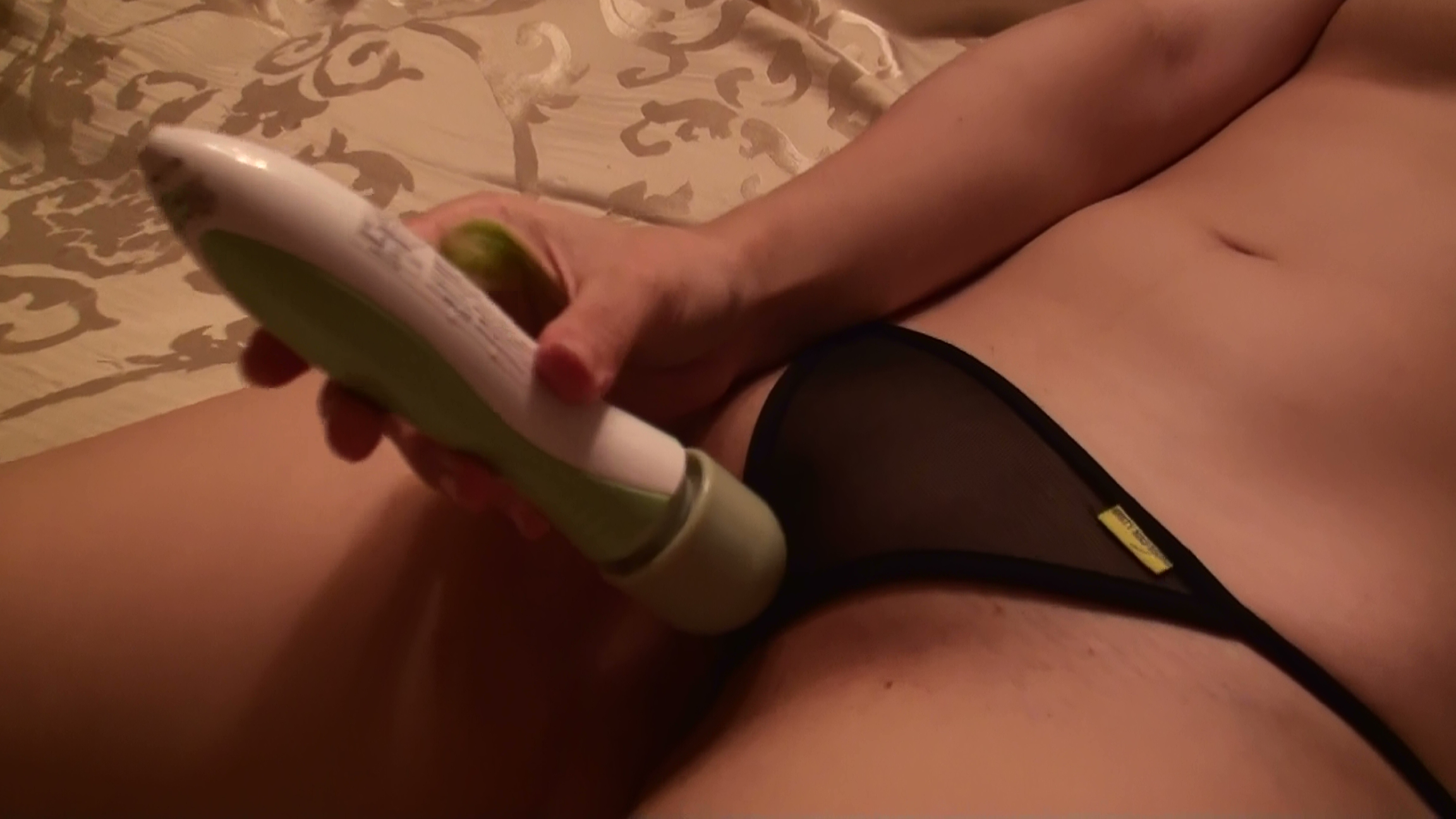
Una mujer masturbándose con un vibrador

La masturbación femenina consiste en acariciar o frotar la vulva de la mujer, especialmente el clítoris, con los dedos índice o medio, o con ambos. A veces se introducen uno o varios dedos en la vagina para acariciar su pared frontal, donde puede estar el punto G. Muchas mujeres se acarician los pechos o estimulan un pezón con la mano libre, y algunas también disfrutan de la estimulación anal. A veces se utiliza un lubricante personal durante la masturbación, especialmente cuando hay penetración, pero esto no es universal y muchas mujeres encuentran suficiente su lubricación natural.
Al igual que los hombres, las posiciones habituales para la masturbación femenina incluyen estar tumbada de espaldas o boca abajo, sentada, en cuclillas, de rodillas o de pie. En el baño o la ducha, la mujer puede dirigir el agua a través de un cabezal de ducha manual hacia su clítoris, vulva o perineo. Tumbada boca abajo puede utilizar las manos, puede sentarse a horcajadas sobre una almohada, la esquina o el borde de la cama, la pierna de un compañero o alguna prenda de vestir arrugada y «encorvar» la vulva y el clítoris contra ella. De pie, se puede utilizar una silla, la esquina de un mueble o incluso una lavadora para estimular el clítoris a través de los labios y la ropa. Algunas personas se masturban únicamente mediante la presión aplicada al clítoris sin contacto directo, por ejemplo, presionando la palma o la bola de la mano contra la ropa interior u otras prendas. En la década de 1920, Havelock Ellis informó de que las costureras de principios de siglo que utilizaban máquinas de coser de pedal podían alcanzar el orgasmo sentadas cerca del borde de sus sillas.
Las mujeres pueden estimularse sexualmente cruzando las piernas con fuerza y apretando los músculos de las piernas, creando presión en los genitales. Esto puede hacerse en público sin que los observadores se den cuenta. Los pensamientos, las fantasías y los recuerdos de casos anteriores de excitación y orgasmo pueden producir excitación sexual. Algunas mujeres pueden llegar al orgasmo de forma espontánea sólo con la fuerza de voluntad, aunque esto no se puede considerar estrictamente como masturbación, ya que no hay ningún estímulo físico. Para estimular la vagina y/o el clítoris también se pueden utilizar algunos juguetes como, dependiendo del diseño, un vibrador, un consolador o las bolas chinas.
Los terapeutas sexuales a veces recomiendan a las pacientes que se tomen un tiempo para masturbarse hasta el orgasmo, por ejemplo, para ayudar a mejorar la salud sexual y las relaciones, para ayudar a determinar lo que les resulta eróticamente placentero y porque la masturbación mutua puede conducir a relaciones sexuales más satisfactorias y a una mayor intimidad.

### Masturbación mutua o en grupo

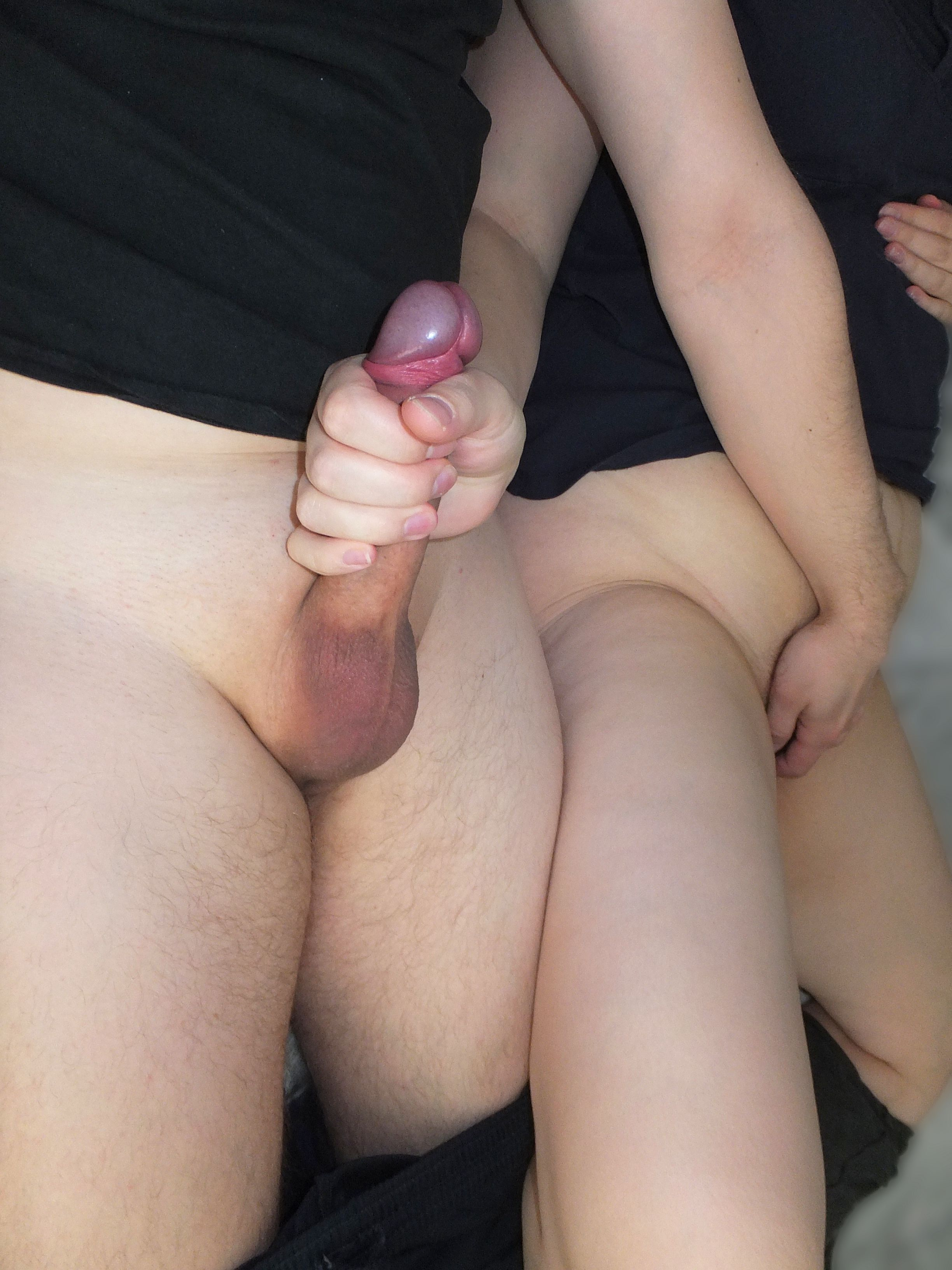
Masturbación mutua de hombre y mujer.

La Masturbación mutua consiste en que dos o más personas se estimulen sexualmente, normalmente con las manos. Puede ser practicado por personas de cualquier orientación sexual y puede formar parte de otra actividad sexual. Puede utilizarse como juego previo o como alternativa a la penetración sexual. Cuando se utiliza como alternativa a la penetración pene-vaginal, el objetivo puede ser preservar la virginidad o evitar el riesgo de embarazo.
La masturbación puede practicarse en pareja o en grupo, con o sin tocar a otra persona, por ejemplo:
- Masturbación mutua sin contacto: dos personas se masturban en presencia del otro pero sin tocarse.
- Masturbación mutua por contacto: una persona toca a otra para masturbarse. La otra persona puede hacer lo mismo durante o después.
- Grupo sin contacto: más de dos personas que se masturban en presencia de otras en grupo pero sin tocarse.
- Grupo de contacto: más de dos personas que se tocan físicamente para masturbarse en grupo.
- Juegos preliminares de masturbación mutua: la estimulación manual de los genitales del otro donde la sesión finalmente lleva a la relación sexual.[35]

## Frecuencia, edad y sexo
La frecuencia de la masturbación viene determinada por muchos factores, como la resistencia a la tensión sexual, los niveles hormonales que influyen en la excitación sexual, los hábitos sexuales, las influencias de los compañeros, la salud y la actitud hacia la masturbación formada por la cultura; E. Heiby y J. Becker examinaron esta última. También se han asociado causas médicas a la masturbación.
Diferentes estudios han constatado que la masturbación es frecuente en los seres humanos. Los estudios realizados por Alfred C. Kinsey en la década de 1950 sobre la población estadounidense han demostrado que el 92% de los hombres y el 62% de las mujeres se han masturbado a lo largo de su vida. Se han encontrado resultados similares en una encuesta nacional de probabilidad británica de 2007. Se descubrió que, entre los individuos de 16 a 44 años, el 95% de los hombres y el 71% de las mujeres se masturbaron en algún momento de su vida. El 73% de los hombres y el 37% de las mujeres declararon haberse masturbado en las cuatro semanas anteriores a la entrevista, mientras que el 53% de los hombres y el 18% de las mujeres declararon haberse masturbado en los siete días anteriores.
El Manual Merck dice que el 97% de los hombres y el 80% de las mujeres se han masturbado y que, en general, los hombres se masturban más que las mujeres.
La masturbación se considera normal cuando la realizan los niños, incluso en la primera infancia. En 2009, el Sheffield NHS Health Trust publicó un folleto titulado «Pleasure» (Placer) en el que se hablaba de los beneficios de la masturbación para la salud. Esto se hizo en respuesta a los datos y la experiencia de los demás Estados miembros de la UE para reducir los embarazos de adolescentes y las ITS (enfermedades de transmisión sexual), y para promover hábitos saludables.
En el libro Human Sexuality: Diversity in Contemporary America, de Strong, Devault y Sayad, los autores señalan: «Un bebé puede reírse en su cuna mientras juega con su pene erecto». «Las bebés mueven a veces su cuerpo rítmicamente, casi con violencia, aparentando experimentar un orgasmo». Los ginecólogos italianos Giorgio Giorgi y Marco Siccardi observaron a través de una ecografía a un feto femenino posiblemente masturbándose y teniendo lo que parecía ser un orgasmo.
La creencia popular afirma que los individuos de ambos sexos que no tienen relaciones sexuales tienden a masturbarse con más frecuencia que los que sí las tienen; sin embargo, la mayoría de las veces esto no es cierto, ya que la masturbación en solitario o en pareja suele ser una característica de la relación. Contrariamente a esta creencia, varios estudios revelan en realidad una correlación positiva entre la frecuencia de la masturbación y la frecuencia de las relaciones sexuales. Un estudio ha informado de un índice significativamente mayor de masturbación en hombres y mujeres homosexuales que tenían una relación.
Coon y Mitterer afirmaron: «Aproximadamente el 70% de las mujeres y hombres casados se masturban al menos ocasionalmente».

## Utilidad evolutiva
La masturbación femenina altera las condiciones de la vagina, el cuello uterino y el útero, de forma que puede alterar las posibilidades de concepción a partir del coito, dependiendo del momento en que se produzca la masturbación. Un orgasmo de la mujer entre un minuto antes y 45 minutos después de la inseminación favorece las posibilidades de que ese esperma llegue al óvulo. Si, por ejemplo, ha mantenido relaciones sexuales con más de un varón, ese orgasmo puede aumentar la probabilidad de embarazo de uno de ellos. La masturbación femenina también puede proporcionar protección contra las infecciones cervicales al aumentar la acidez del moco cervical y desplazar los residuos fuera del cuello uterino.
En el caso de los hombres, la masturbación elimina los espermatozoides viejos con poca motilidad del tracto genital masculino. La siguiente eyaculación contiene entonces más esperma fresco, que tiene más posibilidades de lograr la concepción durante el coito. Si más de un varón mantiene relaciones sexuales con una mujer, los espermatozoides con mayor movilidad competirán más eficazmente.
Según investigaciones del equipo de Matilda Brindle, antropóloga del Colegio Universitario de Londres, la masturbación tiene un fin evolutivo en los primates desde hace decenas de millones de años.

## Efectos en la salud

### Beneficios
La Asociación Médica Estadounidense declaró la masturbación como normal por consenso en 1972. No agota la energía del cuerpo ni produce eyaculación precoz. El consenso médico es que la masturbación es un hábito médicamente saludable y psicológicamente normal. Según el Manual de diagnóstico y terapia de Merck, «se considera anormal sólo cuando inhibe el comportamiento orientado a la pareja, se hace en público o es lo suficientemente compulsivo como para causar angustia».
La masturbación en solitario es una actividad sexual casi libre de riesgo de infecciones de transmisión sexual. Con dos o más participantes, el riesgo de infección de transmisión sexual, aunque no se elimina, sigue siendo menor que con la mayoría de las formas de sexo con penetración. El apoyo a este punto de vista y a la inclusión de la masturbación en el plan de estudios de educación sexual estadounidense, llevó a la destitución de la Cirujana General de Estados Unidos Joycelyn Elders durante el gobierno de Clinton.
La masturbación entre los adolescentes contribuye a que desarrollen un sentido de dominio sobre los impulsos sexuales, y tiene un papel en el desarrollo físico y emocional de los prepúberes y los púberes.
Los terapeutas sexuales a veces recomiendan a las pacientes que se tomen un tiempo para masturbarse hasta el orgasmo; por ejemplo, para ayudar a mejorar la salud sexual y las relaciones, para ayudar a determinar lo que les resulta eróticamente placentero y porque la masturbación mutua puede conducir a relaciones sexuales más satisfactorias y a una mayor intimidad. La Enciclopedia Británica avala el uso de la masturbación dentro de la terapia sexual. Británica también califica de «mitos» las ideas de que la masturbación sería un comportamiento poco saludable o inmaduro.
La masturbación mutua permite a los miembros de una pareja revelar el «mapa de [sus] centros de placer», aprendiendo cómo disfrutan al ser tocados. Cuando el coito es inconveniente o poco práctico, la masturbación mutua ofrece a las parejas la oportunidad de obtener la liberación sexual con la frecuencia deseada.
En muchos círculos de salud mental se sostiene que la masturbación puede aliviar la depresión y conducir a una mayor sensación de autoestima. Cuando uno de los miembros de una relación desea más sexo que el otro, la masturbación puede proporcionar un efecto de equilibrio y promover una relación más armoniosa.
En 2003, un equipo de investigación australiano dirigido por Graham Giles del Consejo del Cáncer de Australia descubrió que los varones que se masturbaban con frecuencia tenían una menor probabilidad de desarrollar cáncer de próstata, aunque no pudieron demostrar una causalidad directa. Un estudio de 2008 concluyó que la eyaculación frecuente entre los 20 y los 40 años se correlaciona con un mayor riesgo de desarrollar cáncer de próstata, mientras que la eyaculación frecuente en la sexta década de la vida se correlaciona con un menor riesgo.
Un estudio publicado en 1997 encontró una asociación inversa entre la muerte por enfermedad coronaria y la frecuencia del orgasmo, incluso teniendo en cuenta el riesgo de que la isquemia miocárdica y el infarto de miocardio puedan ser desencadenados por la actividad sexual.

También se examinó la asociación entre la frecuencia de los orgasmos y la mortalidad por todas las causas utilizando el punto medio de cada categoría de respuesta registrado como número de orgasmos por año. La razón de momios ajustada por edad para un aumento de 100 orgasmos al año fue de 0.64 (0.44 a 0.95).

Es decir, aparecía una diferencia de mortalidad entre dos sujetos cualesquiera cuando uno de ellos eyaculaba unas dos veces por semana más que el otro. Suponiendo una media amplia de entre tres y cinco eyaculaciones por semana para los hombres sanos, esto significaría entre cinco y siete eyaculaciones por semana. Esto concuerda con un artículo de 2003 que descubrió que la fuerza de estas correlaciones aumentaba con el incremento de la frecuencia de eyaculación.
Un estudio realizado en 2008 en la Universidad Médica de Tabriz descubrió que la eyaculación reduce los vasos sanguíneos nasales inflamados, liberando las vías respiratorias para una respiración normal. El mecanismo es a través de la estimulación del sistema nervioso simpático y es de larga duración. El autor del estudio sugiere: «Puede hacerse [de] vez en cuando para aliviar la congestión y el paciente puede ajustar el número de coitos o masturbaciones en función de la gravedad de los síntomas».
El clímax sexual deja al individuo en un estado de relajación y satisfacción, seguido frecuentemente de somnolencia y sueño.
Algunos profesionales consideran que la masturbación equivale a un ejercicio cardiovascular. Aunque las investigaciones siguen siendo escasas, las personas que padecen trastornos cardiovasculares, sobre todo las que se recuperan de un infarto, deben reanudar la actividad física gradualmente y con la frecuencia y el rigor que su estado físico les permita. Esta limitación puede servir de estímulo para seguir con las sesiones de fisioterapia para ayudar a mejorar la resistencia. En general, el sexo aumenta ligeramente el consumo de energía.

### Riesgos
Quienes se introducen objetos como ayuda a la masturbación corren el riesgo de que se atasquen (por ejemplo, como cuerpos extraños rectales). Tanto los hombres como las mujeres pueden ser víctimas de este problema. Una mujer ingresó en un hospital alemán con dos lápices en la vejiga, tras haberse perforado la uretra después de introducirlos durante la masturbación.
Un varón cuyo pene se traumatiza bruscamente durante el coito o la masturbación puede, en raras ocasiones, sufrir una fractura de pene o desarrollar la enfermedad de La Peyronie. La fimosis es «un prepucio contraído (que) puede causar problemas al doler cuando se intenta tirar del prepucio hacia atrás». En estos casos, cualquier manipulación energética del pene puede ser problemática.
Un pequeño porcentaje de varones tiene síndrome de enfermedad posorgásmica (SEPO), que puede provocar un fuerte dolor muscular intenso en todo el cuerpo y otros síntomas inmediatamente después de la eyaculación, ya sea debido a la masturbación o al sexo en pareja. Los síntomas duran hasta una semana. Algunos médicos especulan que la frecuencia del POIS «en la población puede ser mayor de lo que se ha informado en la literatura académica», y que muchos casos están sin diagnosticar.
La masturbación compulsiva y otros comportamientos compulsivos pueden ser signos de un problema emocional, que puede necesitar ser tratado por un especialista en salud mental. Como con cualquier «hábito nervioso», es más útil considerar las causas del comportamiento compulsivo, en lugar de intentar reprimir la masturbación.
Junto con muchos otros factores —como las pruebas médicas, los conocimientos sexuales inadecuados para la edad, el juego sexualizado y el comportamiento precoz o seductor—, la masturbación excesiva puede ser un indicador de abuso sexual.

## Historia cultural

### Mundo antiguo

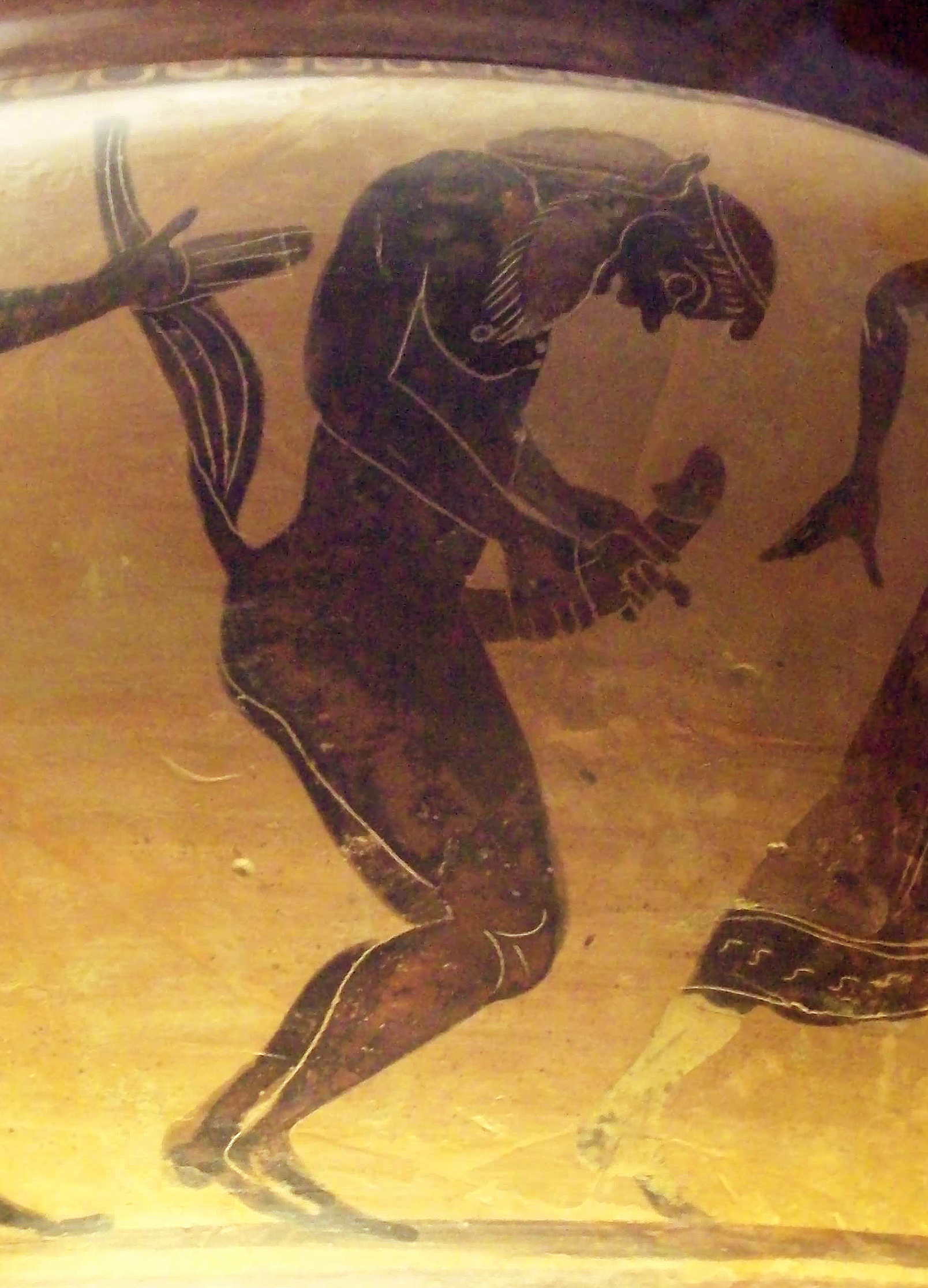
Detalle de una crátera, fechada hacia el 560-550 a.C., que muestra a un sátiro masturbándose, una escena habitual en muchas pinturas de cerámica de la Grecia antigua

La estimulación sexual de los propios genitales ha sido interpretada de forma diversa por las diferentes religiones, objeto de legislación, controversia social, activismo, así como de estudio intelectual en sexología. Las opiniones sociales sobre el tabú de la masturbación han variado mucho en las distintas culturas y a lo largo de la historia.
Hay representaciones de la masturbación masculina y femenina en las pinturas rupestres prehistóricas de todo el mundo. Desde los primeros registros, los antiguos sumerios tenían actitudes muy relajadas hacia el sexo. Los sumerios creían ampliamente que la masturbación aumentaba la potencia sexual, tanto de los hombres como de las mujeres, y la practicaban con frecuencia, tanto solos como con sus parejas. Los hombres solían utilizar puru-oil, un aceite especial probablemente mezclado con mineral de hierro pulverizado destinado a mejorar la fricción. La masturbación también era un acto de creación y, en la mitología sumeria, se creía que el dios Enki había creado los ríos Tigris y Éufrates masturbándose y eyaculando en sus cauces vacíos. Los antiguos egipcios también consideraban la masturbación de una deidad como un acto de creación; se creía que el dios Atum había creado el universo masturbándose hasta eyacular.
Los antiguos griegos también consideraban la masturbación como un sustituto normal y saludable de otras formas de placer sexual. La mayor parte de la información sobre la masturbación en la antigua Grecia procede de las obras de comedia y cerámica griegas que se conservan. La masturbación se menciona con frecuencia en las comedias de Aristófanes que se conservan, que son las fuentes más importantes de información sobre las opiniones de los griegos antiguos sobre el tema. En la cerámica griega antigua, los sátiros se representan a menudo masturbándose. Según las Vidas, opiniones y sentencias de los filósofos más ilustres del biógrafo del siglo III d. C. Diógenes Laercio, Diógenes de Sinope, el filósofo cínico del siglo IV a. C., se masturbaba a menudo en público, lo que se consideraba escandaloso. Cuando la gente se enfrentaba a él por esto, decía: «Si fuera tan fácil desterrar el hambre frotando mi vientre».
Entre las perspectivas no occidentales sobre el asunto, algunos maestros y practicantes de la medicina tradicional china, la meditación taoísta y las artes marciales afirman que la masturbación puede provocar una disminución del nivel de energía en los hombres. Dentro de la cuenca africana del Congo, las etnias aka, ngandu, lesi, brbs e ituri carecen de una palabra para designar la masturbación en sus lenguas y se confunden con el concepto de masturbación.

### Desarrollo de la cosmovisión occidental contemporánea

#### SigloXVIII
Onanismo es un término híbrido que combina el nombre propio, Onán, con el sufijo, -ismo. Las nociones de autocontaminación, impureza y suciedad se asociaron cada vez más con otros vicios sexuales y delitos del cuerpo (como la fornicación, la sodomía, el adulterio, el incesto y el lenguaje obsceno); como reacción a la cultura libertina del siglo XVII, los moralistas de la clase media hicieron cada vez más campaña a favor de una reforma de las costumbres y una regulación más estricta del cuerpo. Paradójicamente, un delito que era secreto y privado se convirtió en un tema popular y de moda. Además, los escritores tendían a centrarse más en los vínculos percibidos con las enfermedades mentales y físicas que se consideraban asociadas al sentimiento de indignación moral. La atención se centró cada vez más en la prevención y la cura de esta enfermedad, que minaba peligrosamente la virilidad de los hombres.

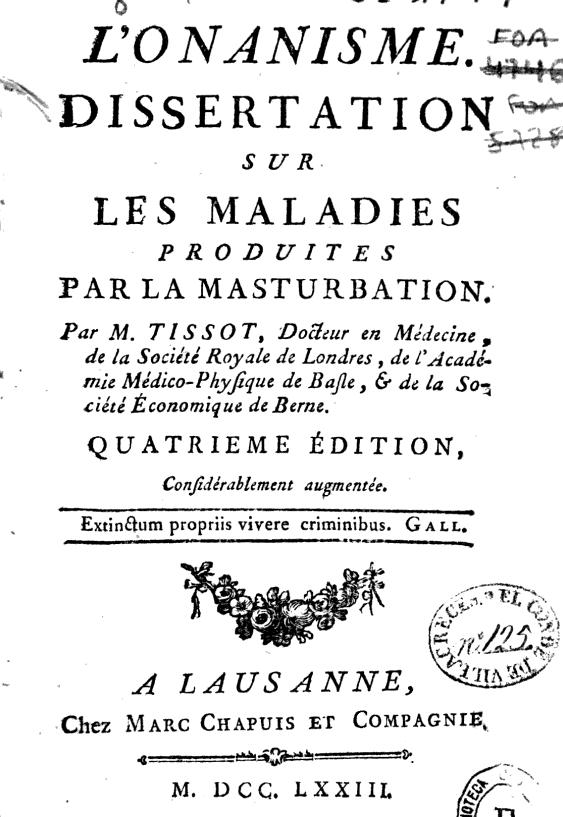
Primera página del libro L'onanisme: dissertation sur les maladies produites par la masturbation (1773)

El primer uso de la palabra «onanismo» para referirse de forma consistente y específica a la masturbación es un panfleto distribuido por primera vez en Londres en 1716, titulado «Onania, or the Heinous Sin of self-Pollution, And All Its Frightful Consequences, In Both Sexes, Considered: Con consejos espirituales y físicos para aquellos que ya se han dañado a sí mismos por esta práctica abominable». Sin embargo, el Online Etymology Dictionary afirma que el primer uso conocido del onanismo se produjo en 1727. En 1743-45, el médico británico Robert James publicó A Medicinal Dictionary, en el que describía la masturbación como «productora de los trastornos más deplorables y generalmente incurables» y afirmaba que «quizá no haya ningún pecado que produzca tantas consecuencias horribles». Uno de los muchos horrorizados por las descripciones de enfermedades en Onania fue el notable médico suizo Samuel-Auguste Tissot. En 1760, publicó L'Onanisme, su propio tratado médico exhaustivo sobre los supuestos efectos nocivos de la masturbación. Aunque las ideas de Tissot se consideran ahora conjeturales en el mejor de los casos, su tratado se presentó como un trabajo científico y erudito en una época en la que la fisiología experimental era prácticamente inexistente.
Immanuel Kant consideraba la masturbación como una violación de la ley moral. En La Metafísica de la Moral (1797), expuso el argumento a posteriori de que «un uso tan antinatural del atributo sexual de uno» golpea «a todo el mundo al pensarlo» como «una violación del deber de uno hacia sí mismo», y sugirió que se consideraba inmoral incluso darle su propio nombre (a diferencia del caso del acto igualmente antinatural del suicidio). Sin embargo, reconoció que «no es tan fácil producir una demostración racional de la inadmisibilidad de ese uso antinatural», pero finalmente concluyó que su inmoralidad residía en el hecho de que «un hombre renuncia a su personalidad... cuando se usa a sí mismo simplemente como un medio para la gratificación de un impulso animal».

#### SigloXIX
En 1838, Jean Esquirol había declarado en su obra Des Maladies Mentales que la masturbación era «reconocida en todos los países como causa de locura». John Harvey Kellogg y Sylvester Graham fueron algunos de los que propusieron que la circuncisión y una dieta blanda y sin carne frenarían la masturbación. La literatura médica de la época también describía procedimientos más invasivos, como el tratamiento con descargas eléctricas, la infibulación, los dispositivos de restricción como los cinturones de castidad y las camisas de fuerza, la cauterización o, como último recurso, la extirpación quirúrgica total de los genitales.
Las actitudes médicas hacia la masturbación empezaron a cambiar a finales del siglo XIX cuando H. Havelock Ellis, en su obra seminal Estudios sobre la psicología del sexo (1897), cuestionó las premisas de Tissot.

#### SigloXX

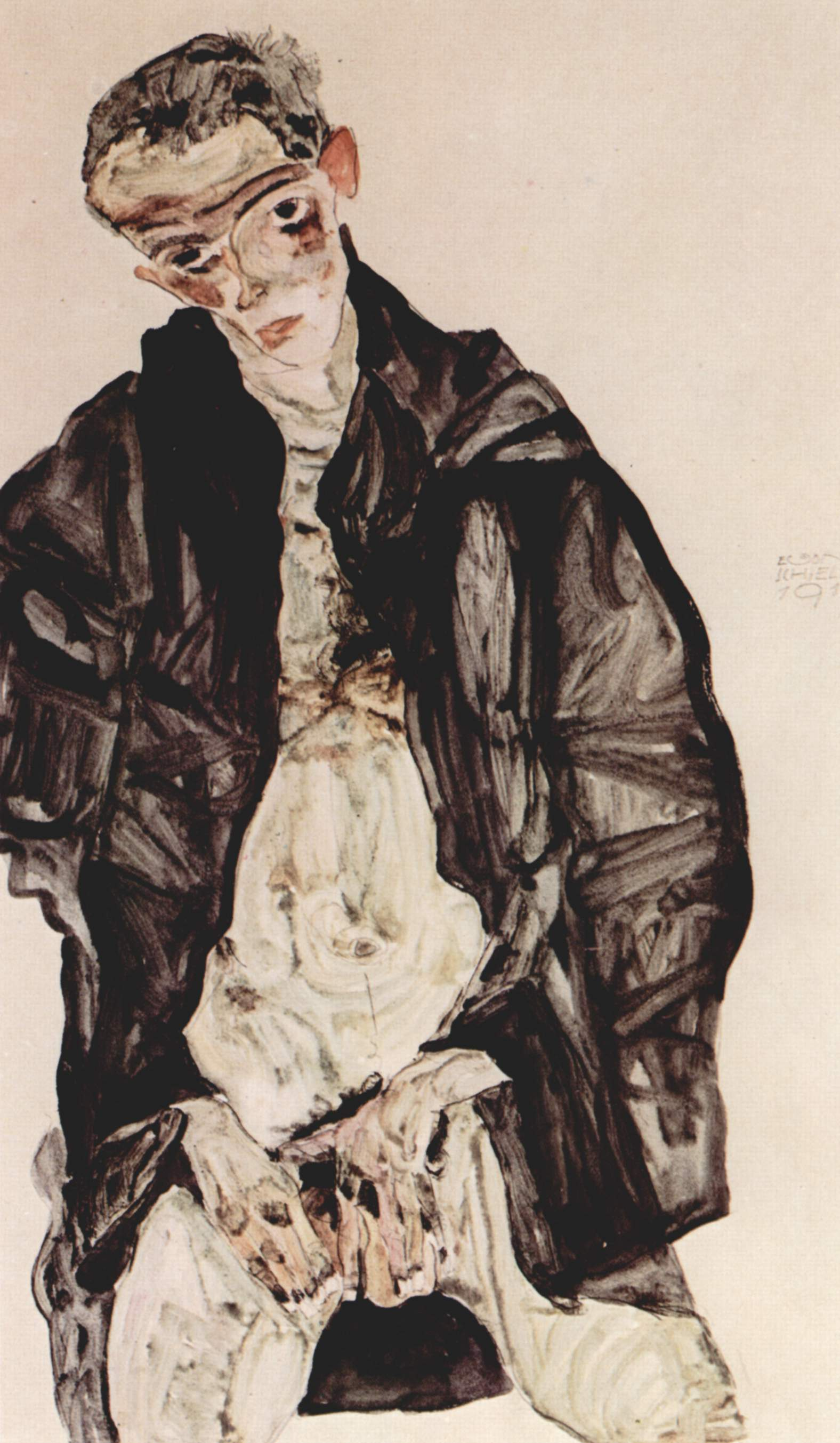
Autorretrato de Egon Schiele en 1911, representando una masturbación

En 1905, Sigmund Freud abordó la masturbación en sus Tres Ensayos sobre la Teoría de la Sexualidad y la asoció con las sustancias adictivas. Describió la masturbación de los niños en el periodo de lactancia, a los cuatro años y en la pubertad. Al mismo tiempo, la supuesta condición médica de la histeria —del griego hystera o útero— estaba siendo tratada por lo que ahora se describiría como masturbación administrada o prescrita médicamente para las mujeres. En 1910, en las reuniones del círculo psicoanalítico de Viena se discutieron los efectos morales o sanitarios de la masturbación, pero su publicación al respecto fue suprimida. Concerning Specific Forms of Masturbation es un ensayo de 1922 de otro austriaco, el psiquiatra y psicoanalista Wilhelm Reich. En este ensayo de siete páginas y media, Reich acepta las nociones predominantes sobre el papel de la fantasía inconsciente y los subsiguientes sentimientos de culpa que, según él, se originan en el propio acto.

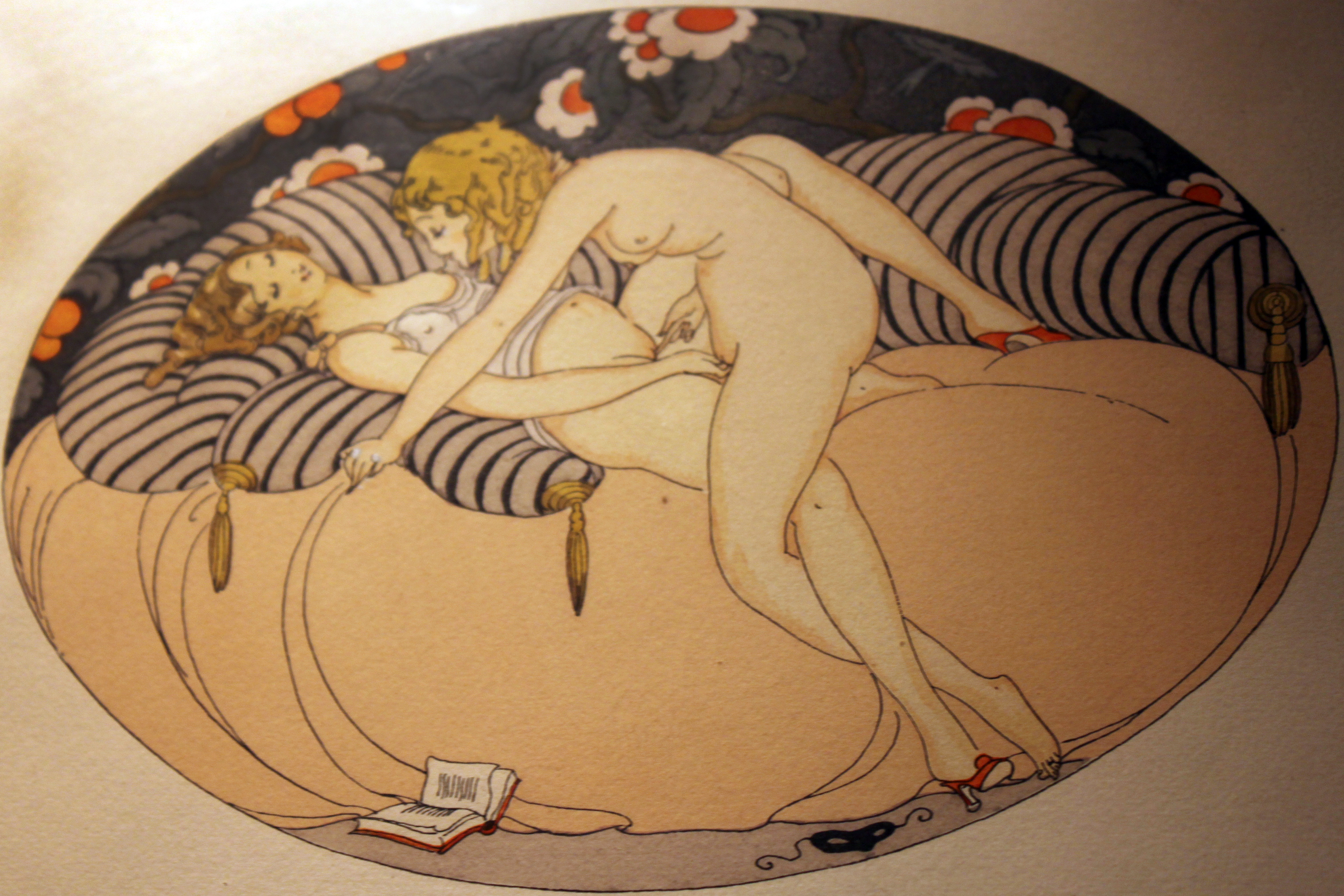
La obra de arte de 1925 de Gerda Wegener «Les delassements d'Eros» («Las Recreaciones de Eros»), que representa la actividad sexual de dos mujeres

En 1930, F. W. W. Griffin, editor de The Scouter, había escrito en un libro para los Rover Scouts que la tentación de masturbarse era «una etapa bastante natural del desarrollo» y, citando el trabajo de Ellis, sostenía que «el esfuerzo por lograr una abstinencia completa era un error muy grave». El trabajo del sexólogo Alfred C. Kinsey durante las décadas de 1940 y 1950, sobre todo el Informe Kinsey, insistía en que la masturbación era un comportamiento instintivo tanto para los hombres como para las mujeres. En Estados Unidos, la masturbación no es una condición diagnosticable desde el DSM II (1968).
Thomas Szasz afirmó en 1973 el cambio del consenso científico: «La masturbación: la principal actividad sexual de la humanidad. En el siglo XIX, era una enfermedad; en el XX, es una cura». En 2019, la Enciclopedia Británica avala su conclusión (es decir, la masturbación como cura dentro de la terapia sexual).
Dörner y otros escribieron en su ya clásico libro (1978): «La autosatisfacción es, por tanto, un bien inestimable para el éxito del placer sexual, pero también para otras relaciones de pareja y sexuales: pues sólo si puedo ofrecerme algo a mí mismo puedo ofrecérselo también a otra persona. ... No la autosatisfacción, sino los sentimientos estrechamente relacionados con ella necesitan, entre otras cosas, ayuda a través del asesoramiento, respectivamente de la terapia».
En la década de 1980, Michel Foucault sostenía que el tabú de la masturbación era una «violación por parte de los padres de la actividad sexual de sus hijos». Sin embargo, en 1994, cuando la cirujana general de Estados Unidos, Joycelyn Elders, mencionó a modo de inciso que se debía mencionar en los programas escolares que la masturbación era segura y saludable, se vio obligada a dimitir, y sus detractores afirmaron que estaba promoviendo la enseñanza de la masturbación.

#### SigloXXI
Tanto las prácticas como la visión cultural de la masturbación han seguido evolucionando en el siglo XXI, en parte porque el mundo de la vida contemporánea es cada vez más técnico. Por ejemplo, las fotografías digitales o el vídeo en directo pueden utilizarse para compartir experiencias masturbatorias, ya sea en un formato de transmisión (posiblemente a cambio de dinero, como ocurre con las actuaciones de las «camgirls» y los «camboys»), o entre los miembros de una relación a distancia. La teledildónica es un campo en expansión. La masturbación ha sido representada como una parte no poco complicada de El amor en el siglo XXI en el drama de la BBC del mismo nombre.

## En la cultura moderna

### Estigma
A pesar de que muchos profesionales de la medicina y científicos han encontrado grandes pruebas de que masturbarse es saludable y comúnmente practicada por hombres y mujeres, el estigma sobre el tema aún persiste hoy en día. En noviembre de 2013, Matthew Burdette se suicidó tras ser filmado masturbándose.
En un artículo publicado por la organización sin ánimo de lucro Planned Parenthood Federation of America, se informó de que:

Como prueba de que estos antiguos estigmas contra la masturbación siguen vivos y son sentidos por las mujeres y los hombres, los investigadores descubrieron en 1994 que la mitad de las mujeres y los hombres adultos que se masturban se sienten culpables por ello (Laumann, y otros, 1994. p.85). Otro estudio realizado en el año 2000 descubrió que los jóvenes adolescentes siguen teniendo miedo de admitir que se masturban (Halpern, y otros, 2000, 327).

### Donación de esperma
La masturbación masculina puede utilizarse como método para obtener semen para procedimientos reproductivos de terceros, como la inseminación artificial y la fecundación in vitro, que pueden implicar el uso de esperma de la pareja o de un donante.
En un banco de semen o en una clínica de fertilidad, se puede habilitar una sala o cabina especial para producir semen mediante la masturbación masculina y utilizarlo en tratamientos de fertilidad como la inseminación artificial. La mayor parte del semen utilizado para la donación de esperma, y todo el semen donado a través de un banco de semen por donantes de semen, se produce de esta manera. La instalación de un banco de esperma utilizada para este fin se conoce como masturbatorio (Estados Unidos) o sala de producción para hombres (Reino Unido). Normalmente se proporciona una cama o un sofá para el hombre, y se pueden poner a su disposición películas pornográficas u otro material.

### Promoción de dicha práctica
En el Reino Unido, en 2009, el Servicio Nacional de Salud de Sheffield publicó un folleto con el lema «un orgasmo al día mantiene alejado al médico». También dice: «Los expertos en promoción de la salud abogan por cinco raciones de fruta y verdura al día y 30 minutos de actividad física tres veces por semana. ¿Y el sexo o la masturbación dos veces por semana?». Este folleto se ha distribuido a padres, profesores y trabajadores juveniles y pretende actualizar la educación sexual informando a los alumnos de mayor edad sobre los beneficios del sexo placentero. Sus autores afirman que, durante demasiado tiempo, los expertos se han centrado en la necesidad del «sexo seguro» y las relaciones comprometidas, ignorando la razón principal por la que muchas personas mantienen relaciones sexuales. El folleto se titula Placer. En lugar de promover el sexo entre los adolescentes, podría animar a los jóvenes a retrasar la pérdida de la virginidad hasta que estén seguros de que van a disfrutar de la experiencia, dijo uno de sus autores.
La región española de Extremadura puso en marcha en 2009 un programa para fomentar «la autoexploración sexual y el descubrimiento del autoplacer» en personas de 14 a 17 años. La campaña, dotada con 14 000 euros, incluye folletos, panfletos, un «fanzine» y talleres para los jóvenes en los que se les instruye en técnicas de masturbación junto con consejos sobre anticoncepción y autoestima. La iniciativa, cuyo eslogan es «El placer está en tus manos», ha enfadado a los políticos locales de derechas y ha puesto en tela de juicio los puntos de vista católicos tradicionales. Funcionarios de la región vecina de Andalucía han expresado su interés en copiar el programa.
En el libro de texto Palliative care nursing: quality care to the end of life se afirma: «Es probable que los enfermos terminales no sean diferentes de la población general en cuanto a sus hábitos de masturbación. Los profesionales de los cuidados paliativos deberían preguntar rutinariamente a sus pacientes si hay algo que interfiere en su capacidad para masturbarse y luego trabajar con el paciente para corregir el problema si se identifica».
El movimiento prosexo aboga por un entorno favorable a la masturbación.

### Ley
La persecución de la masturbación ha variado en distintas épocas, desde la completa ilegalidad hasta la aceptación prácticamente ilimitada. En un código de leyes del siglo XVII para la colonia puritana de New Haven (Connecticut), «los blasfemos, los homosexuales y los masturbadores» podían ser condenados a muerte.
A menudo, la masturbación a la vista de otros se persigue en virtud de una ley general como la de indecencia pública, aunque algunas leyes hacen mención específica a la masturbación. En el Reino Unido, masturbarse en público es ilegal en virtud del artículo 28 de la Ley de Cláusulas de Policía Municipal de 1847. La pena puede ser de hasta 14 días de prisión, dependiendo de una serie de factores circunstanciales. En Estados Unidos, las leyes varían de un estado a otro. En 2010, el Tribunal Supremo de Alabama confirmó una ley estatal que penalizaba la distribución de juguetes sexuales. En la ciudad de Charlotte (Carolina del Norte), masturbarse en público es un delito menor de clase 3. En 2013, un hombre al que se encontró masturbándose abiertamente en una playa de Suecia fue absuelto de los cargos de agresión sexual, al considerar el tribunal que sus actividades no se habían dirigido a ninguna persona concreta.
En muchas jurisdicciones, la masturbación de una persona a otra se considera penetración digital, lo que puede ser ilegal en algunos casos, como cuando la otra persona es menor de edad.
Se debate si la masturbación debe promoverse en las instituciones penitenciarias. Las restricciones a la pornografía, que acompaña a la masturbación, son habituales en los centros penitenciarios estadounidenses. Los funcionarios del Departamento Penitenciario de Connecticut afirman que estas restricciones tienen por objeto evitar un entorno de trabajo hostil para los funcionarios penitenciarios. Otros investigadores sostienen que permitir la masturbación podría ayudar a los reclusos a limitar sus impulsos sexuales a su imaginación en lugar de participar en violaciones en prisión u otras actividades sexuales no masturbatorias que podrían suponer enfermedades de transmisión sexual u otros riesgos para la salud.

### Opiniones religiosas

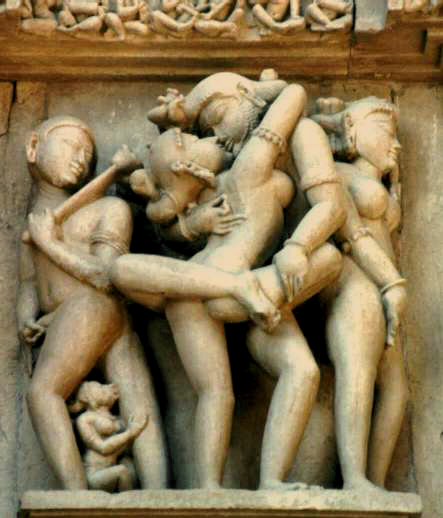
Un relieve del templo de Khajuraho, en el estado indio de Madhya Pradesh muestra a una pareja en un abrazo sexual con un hombre y una mujer masturbándose a ambos lados.

Las religiones varían ampliamente en su visión de la masturbación, desde considerarla completamente inadmisible (como en el catolicismo romano) hasta fomentarla y perfeccionarla (como, por ejemplo, en algunas prácticas sexuales neotantra y taoístas).

### Ritos de paso
La tribu Sambia de Nueva Guinea tiene rituales y ritos de paso en torno a la virilidad que duran varios años y que implican la eyaculación a través de la felación, a menudo varias veces al día. El semen se valora y la masturbación se considera un desperdicio de semen, por lo que está mal vista, aunque se fomenta la eyaculación frecuente. La capacidad y la necesidad de eyacular se desarrollan o se alimentan durante años desde una edad temprana, pero a través de la felación para que pueda consumirse en lugar de desperdiciarse. El semen se ingiere para fortalecerse y se considera en la misma línea que la leche materna.
Otras culturas tienen ritos de paso a la virilidad que culminan con la primera eyaculación de un varón, normalmente de la mano de un anciano de la tribu. En algunas tribus, como los Agta (Filipinas), se fomenta la estimulación de los genitales desde una edad temprana. Al llegar a la pubertad, el joven es emparejado con un «anciano sabio» o «médico brujo» que utiliza la masturbación para aumentar su capacidad de eyaculación como preparación para una ceremonia. La ceremonia culmina con una eyaculación pública antes de una celebración. La eyaculación se guarda en un fajo de pieles de animales y se usa después para ayudar a concebir hijos. En esta y otras tribus, la medida de la virilidad se asocia más con la cantidad de eyaculación y su necesidad que con el tamaño del pene.

## Cultura popular

### Música
En la música popular, hay varias canciones que tratan sobre la masturbación. Algunos de los primeros ejemplos son «Mary Ann with the Shaky Hand» y «Pictures of Lily» (ambas del año 1967) de The Who y «My Ding-a-Ling» de Chuck Berry (1972), «Captain Jack» (1973) y «The Stranger» (1977) de Billy Joel, «Rosie» de Jackson Browne (1977), «Orgasm Addict» de Buzzcocks (1977), «Dancing with Myself» de Billy Idol (año 1981).
Entre artistas latinos tempranos se descantan Rafaella Carrà con su hit «53/53/456» (del año 1976) o «Una luna de miel en la mano» de Virus (1985)
La grabación de 1983 «She Bop», de Cyndi Lauper, fue una de las primeras quince canciones a las que se les exigió la etiqueta Parental Advisory por su contenido sexual. En una entrevista de 1993 en The Howard Stern Show, Lauper afirmó que había grabado la pista vocal desnuda.
De esa misma década son las canciones «Darling Nikki» de Prince (1983). Otras canciones populares más recientes son «I Touch Myself» de los Divinyls (1990), «Everyday I Die» de Gary Numan (1995), «You're Makin' Me High» de Toni Braxton, (año 1996) «Holding My Own» de The Darkness, «Nickelodeon Girls» de Pink Guy, «Vibe On» de Dannii Minogue, «Blister in the Sun» de Violent Femmes, «Longview» de Green Day, «M+Ms» de Blink-182, «Wow, I Can Get Sexual Too» de Say Anything, «Touch of My Hand» de Britney Spears, «Fingers» y «U + Ur Hand» de Pink, «So Happy I Could Die» de Lady Gaga, «Masturbating Jimmy» de The Tiger Lillies, «When Life Gets Boring» de Gob, «Daybed» de FKA Twigs, «Get a Grip» de Semisonic y «Very Busy People» de The Limousines La canción «Masturbates» del grupo de rock Mindless Self Indulgence también aborda el concepto de actividad autoerótica en un marco punk.

### Literatura
La novela escolar de 1858, Eric, or, Little by Little, era un tratado contra la masturbación, pero no mencionaba el tema, salvo de forma muy oblicua, como "Kibroth-Hattaavah", un lugar mencionado en el Antiguo Testamento donde se enterraba a los que codiciaban la carne.
En octubre de 1972 se produjo un importante caso de censura en Australia, que condujo a la prohibición de la novela de Philip Roth Portnoy's Complaint en ese país debido a sus referencias a la masturbación. La censura provocó la protesta del público de la época.
Otras representaciones y referencias a la masturbación se han producido a lo largo de la literatura, y la propia práctica ha contribuido incluso a la producción literaria de ciertos escritores, como Wolfe, Balzac, Flaubert y John Cheever. Quizá la representación ficticia más famosa de la masturbación tenga lugar en el episodio «Nausicaa» del Ulises de James Joyce. En él, el protagonista de la novela, Bloom, alcanza el clímax de forma encubierta durante un espectáculo público de fuegos artificiales, tras excitarse con el tímido exhibicionismo de una joven.

### Televisión

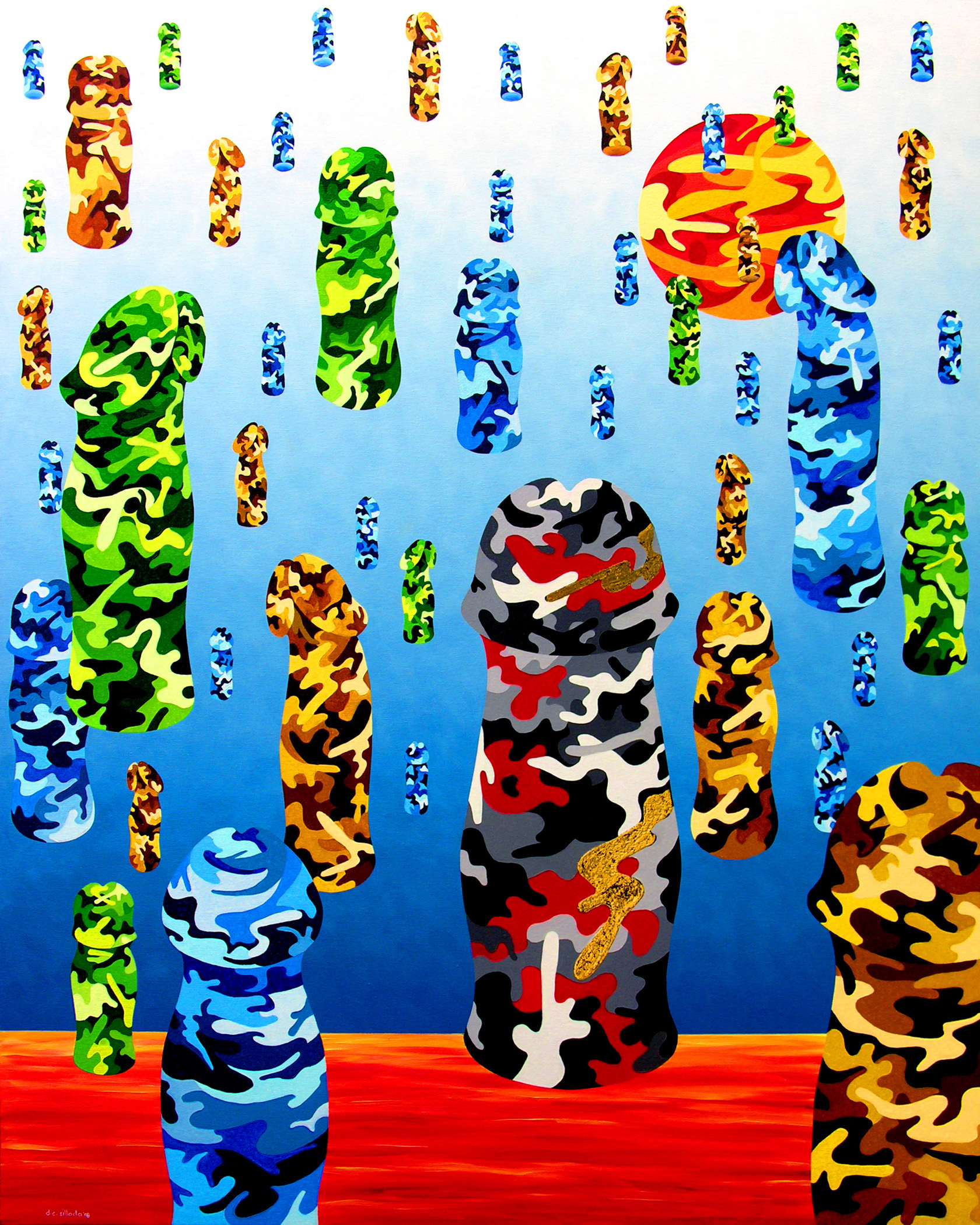
Masturbación política en los medios de comunicación y la televisión, por Danny Sillada (2009)

En el episodio de Seinfeld «The Contest», los protagonistas de la serie participan en un concurso para ver quién puede estar más tiempo sin masturbarse. Como la cadena de Seinfeld, la NBC, no consideraba que la masturbación fuera un tema adecuado para el horario de máxima audiencia, la palabra nunca se utiliza. En su lugar, el tema se describe utilizando una serie de eufemismos. «Dueño de mis dominios» pasó a formar parte del léxico estadounidense a partir de este episodio.
Otro programa de la NBC, Late Night with Conan O'Brien, tenía un personaje conocido como el Oso Masturbador, un disfraz de oso con un pañal que cubría sus genitales. El Oso Masturbador se tocaba el pañal para simular la masturbación. Antes de dejar Late Night para convertirse en presentador de The Tonight Show, Conan O'Brien retiró originalmente el personaje debido a la preocupación por su idoneidad en una franja horaria anterior. Sin embargo, el Oso Masturbador debutó en el Tonight Show durante los últimos días del mandato de Conan O'Brien como presentador del programa. Para entonces estaba claro que Conan O'Brien iba a ser retirado del programa y pasó sus últimos programas llevando al límite sketches que normalmente no serían apropiados para el Tonight Show, uno de los cuales era el Oso Masturbador. Después de mucho debate sobre si se podría utilizar o no en el nuevo programa de Conan O'Brien en la TBS, Conan, el Oso Masturbador hizo su aparición en el primer episodio.
En marzo de 2007, la cadena británica Channel 4 iba a emitir una temporada de programas de televisión sobre la masturbación, llamada Wank Week (Wank es una jerga inglesa para masturbarse). La serie fue atacada públicamente por altas personalidades de la televisión y se retiró en medio de acusaciones de deterioro de las normas editoriales y de la controversia sobre las credenciales de servicio público de la cadena.

### Películas

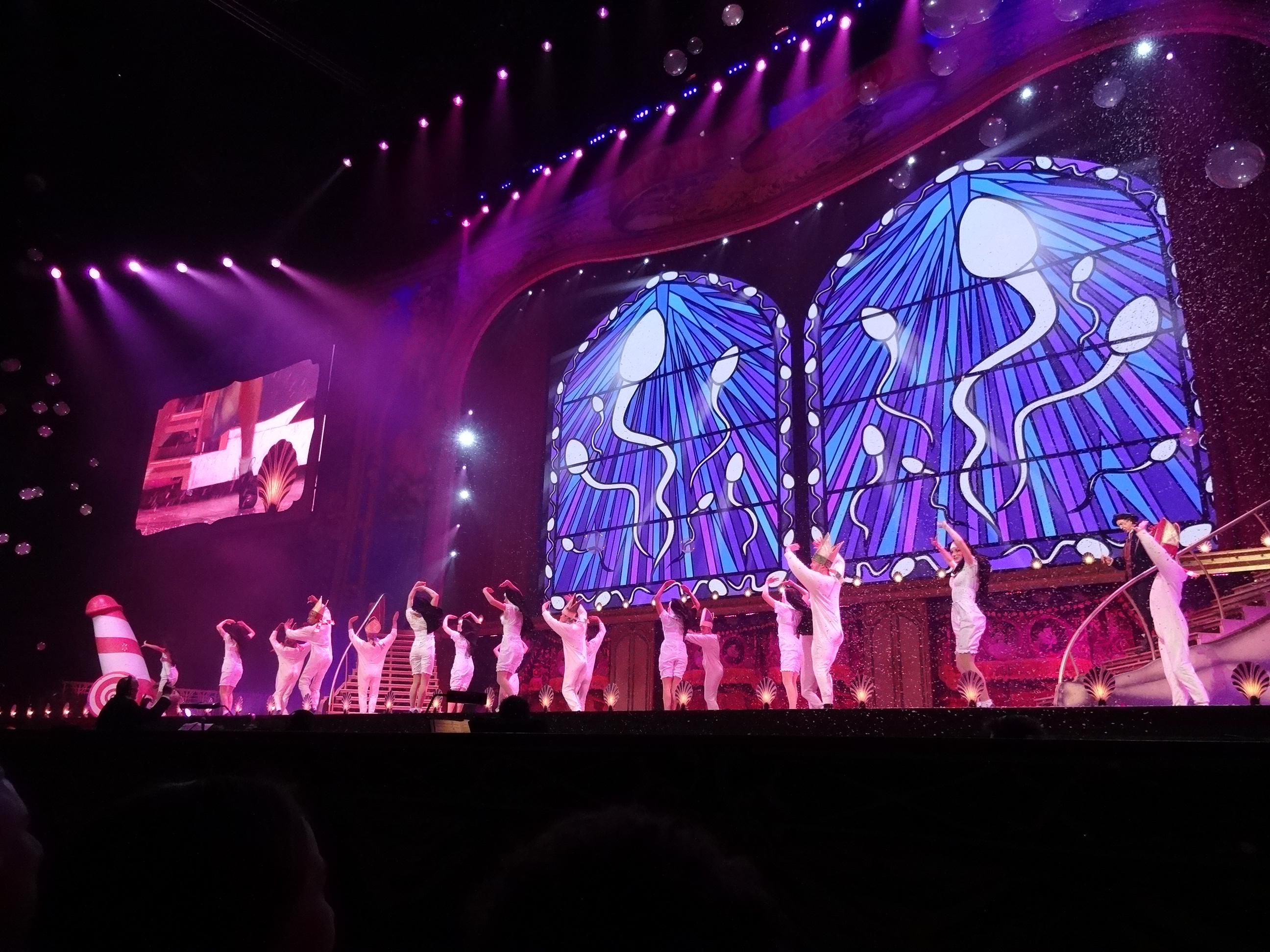
«Every Sperm Is Sacred» interpretada en la reunión de los Monty Python, Monty Python Live (Mostly), en julio de 2014

En la obra de Monty Python El sentido de la vida (1983), la canción «Every Sperm Is Sacred» es una sátira de las enseñanzas católicas sobre la reproducción que prohíben la masturbación (y la anticoncepción) por medios artificiales. En Talking Cock, del cómico Richard Herring, el sketch se utiliza para ridiculizar a quienes condenan la masturbación (y el sexo) con cualquier fin que no sea la procreación.
En American Pie (1999), Nadia (Shannon Elizabeth) descubre la colección de pornografía de Jim (Jason Biggs) y mientras está semidesnuda sentada en su cama se masturba con ella. En American Pie: El reencuentro (2012), Noah (Eugene Levy) intenta explicar las posibles alegrías y dificultades de Jim explicando la masturbación a su futuro hijo.

### Pornografía
Las representaciones de la masturbación masculina y femenina son comunes en la pornografía, incluida la pornografía gay. Am Abend (1910), una de las primeras películas pornográficas que se han recopilado en el Instituto Kinsey para la Investigación del Sexo, el Género y la Reproducción, comienza con una escena de masturbación femenina. Las actuaciones en solitario en la pornografía gay se han descrito en 1985 como «activas (tensas, erguidas) y/o pasivas (supinas, expuestas, lánguidas, disponibles)», mientras que las actuaciones en solitario femeninas se dice que son «exclusivamente pasivas (supinas, extendidas, sentadas, en cuclillas, orificios ofrecidos, etc.)». La pornografía en solitario reconocida con los premios AVN incluye las series All Alone y All Natural: Glamour Solos.

## Otros animales

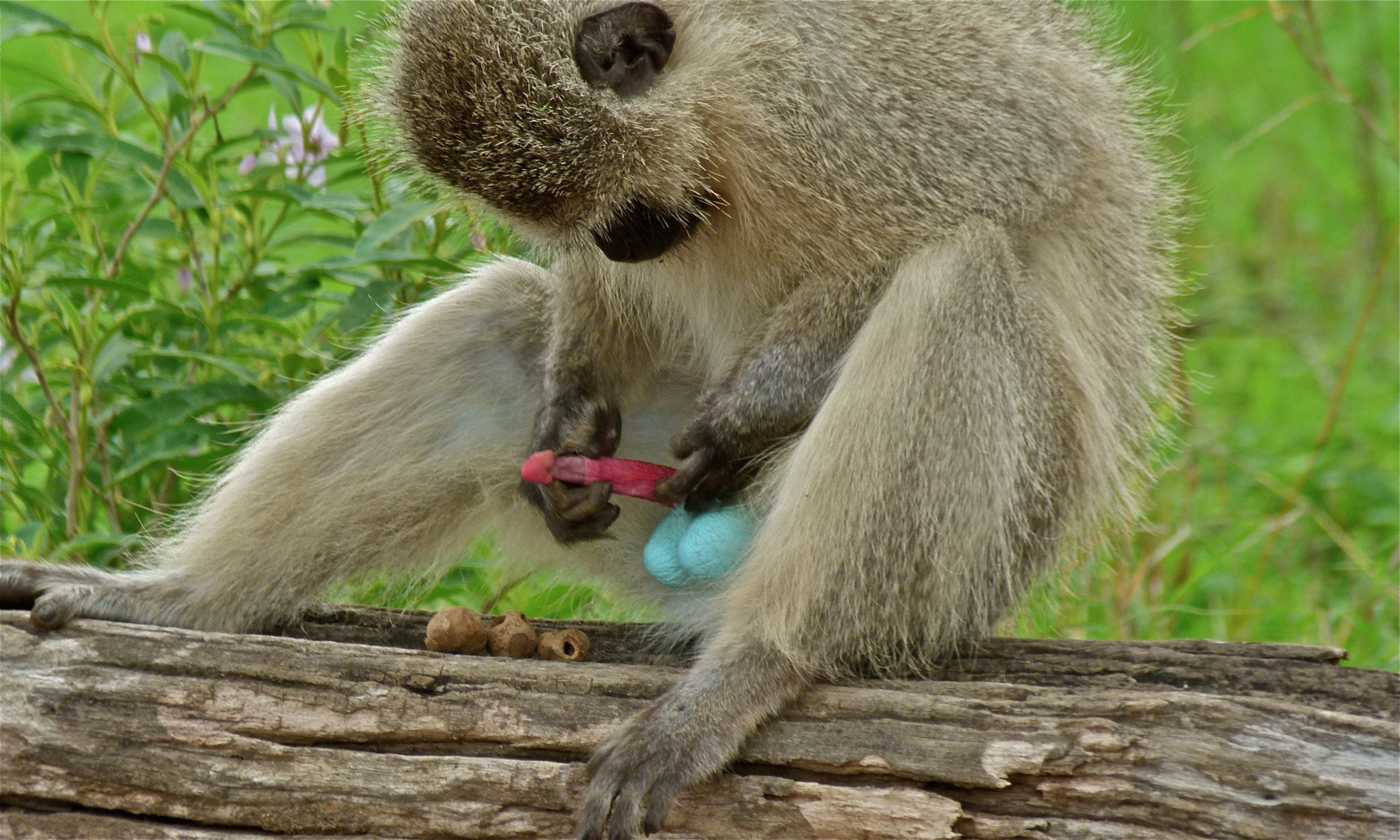
Ejemplar de Chlorocebus pygerythrus masturbándose

El comportamiento masturbatorio se ha documentado en una gran variedad de especies. Se sabe que los individuos de algunas especies crean herramientas con fines de masturbación.